# Helmut Rethemeier
Helmut Rethemeier (* 8. Juni 1939 in Vlotho) ist ein ehemaliger deutscher Vielseitigkeitsreiter, der 1976 mit der Mannschaft die olympische Silbermedaille gewann.
Helmut Rethemeier startete für Fridericus Rex Valdorf. Rethemeier belegte bei der Europameisterschaft 1975 in Luhmühlen den fünften Platz in der Einzelwertung. 1976 gelang ihm mit der achtjährigen Pauline die Qualifikation zur deutschen Equipe bei den Olympischen Spielen 1976 in Montreal. In der Einzelwertung belegte Rethemeier den 19. Platz. Zusammen mit Karl Schultz, Herbert Blöcker und Otto Ammermann belegte Rethemeier hinter der Mannschaft aus den Vereinigten Staaten den zweiten Platz und erhielt die Silbermedaille. Außerdem wurden er und seine Equipe mit dem Silbernen Lorbeerblatt geehrt.
1978 gewann Rethemeier auf Ladalco zusammen mit Otto Ammermann, Harry Klugmann und Herbert Blöcker die Silbermedaille bei der Weltmeisterschaft in Lexington.
Die Olympischen Spiele 1980 verpasste Rethemeier wegen des Olympiaboykotts. Beim ersatzweise ausgerichteten Festival in Fontainebleau war er der beste deutsche Reiter, als Einzelreiter kam er mit Santiago auf Rang neun.
Rethemeier gewann keinen Deutschen Meistertitel, seine beste Platzierung war 1981 der zweite Platz hinter Horst Karsten. Seinen größten Erfolg feierte Rethemeier 1982 bei der Weltmeisterschaft in Luhmühlen, auf Santiago gewann er in der Einzelwertung die Silbermedaille hinter der Britin Lucinda Green. Zusammen mit Dietmar Hogrefe, Herbert Blöcker und Rüdiger Schwarz erhielt er auch in der Mannschaftswertung die Silbermedaille.